# إستر إرب
إستر إرب (بالإنجليزية: Esther Erb)‏ هي عداءة مراثونية أمريكية، ولدت في 20 أبريل 1986.

## وصلات خارجية
- إستر إرب على موقع الاتحاد الدولي لألعاب القوى (الإنجليزية)